# Обер-офицерская гауптвахта
Обер-офицерская гауптвахта — памятник архитектуры. Расположен в Санкт-Петербурге, современный адрес дома — Петропавловская крепость, 3.
Изначальное здание «главной» гауптвахты было деревянным, к 1748—1749 году оно пришло в негодность и заменено на каменное одноэтажное строение с высокой кровлей и открытой галереей вдоль главного фасада (из семи арок). В 1907—1908 годах при перестройке В. Ф. Асмусом здание получило второй этаж, портик на четырёх сближенных попарно колоннах с антаблементом и невысоким фронтоном (что композиционно сближает его с «Ботным домиком»), перекрашено из розового цвета в жёлтый с белыми деталями.
На месте газона перед гауптвахтой размещалась «Плясовая площадь», на которой наказывали солдат: их ставили босыми ногами к острым кольям и привязывали к размещённому в центре столбу.
В здании размещается дирекция Музея истории Санкт-Петербурга.